# مؤشر شكل الجسم

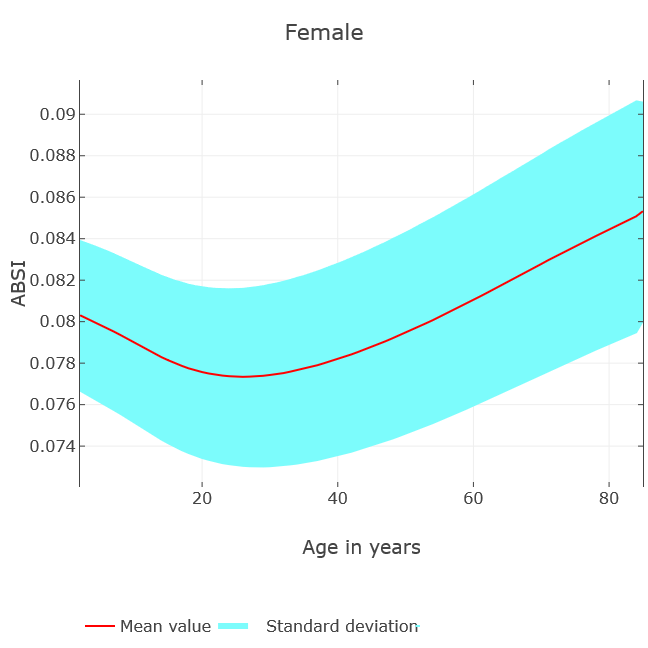
صورة "مؤشر شكل الجسم"

مؤشر شكل الجسم A Body Shape Index (مؤشر شكل الجسم) or ويتم تبسيطه body shape index (BSI) هو مقياس لتقييم الآثار الصحية لارتفاع جسم الإنسان وكتلته ومحيط الخصر (WC). من المعتقد أن تضمين المرحاض يجعل مؤشر BSI أفضل لخطر الوفاة من الوزن الزائد مقارنة بمؤشر كتلة الجسم القياسي. يرتبط مؤشر شكل الجسم بشكل طفيف فقط مع الطول والوزن ومؤشر كتلة الجسم ، مما يشير إلى أنه مستقل عن المتغيرات الأنثروبومترية الأخرى في التنبؤ بالوفيات.
أحد الانتقادات الموجهة لمؤشر كتلة الجسم هو أنه لا يميز بين كتلة العضلات والدهون وبالتالي قد يرتفع في الأشخاص الذين لديهم زيادة في مؤشر كتلة الجسم بسبب نمو العضلات بدلاً من تراكم الدهون بسبب الإفراط في تناول الطعام. قد تقلل الكتلة العضلية المرتفعة من خطر الموت المبكر. يبدو أن نسبة مؤشر شكل الجسم المرتفعة تتوافق مع نسبة أعلى من السمنة المركزية أو دهون البطن.
في عينة من الأمريكيين في المسح الوطني لفحص الصحة والتغذية ، كانت معدلات الوفيات في بعض الأشخاص مرتفعة لكل من مؤشر كتلة الجسم ومرحاض المياه المرتفع والمنخفض ، وهو لغز مألوف مرتبط بمؤشر كتلة الجسم. في المقابل ، زادت معدلات الوفيات بشكل متناسب مع زيادة قيم مؤشر شكل الجسم. لم تتأثر العلاقة الخطية بالتعديلات لعوامل الخطر الأخرى بما في ذلك التدخين والسكري وارتفاع ضغط الدم وكوليسترول الدم.
تعتمد معادلة مؤشر شكل الجسم على التحليل الإحصائي وهي مشتقة من الانحدار التفاضلي. مع محيط الخصر والطول والوزن بوحدة كغم):
{\displaystyle ABSI={WC \over {BMI^{2 \over 3}\times Height^{1 \over 2}}}}.

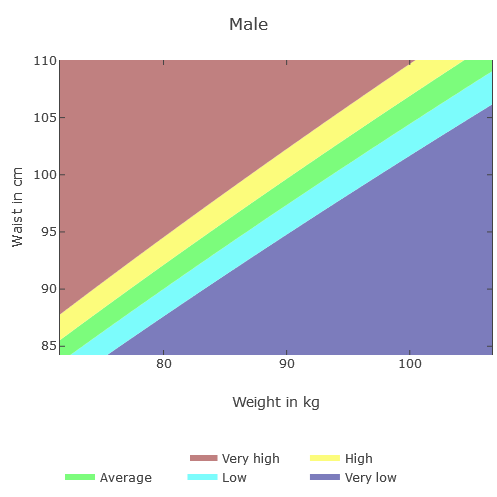
مؤشر شكل الجسمz risk groups in waist circumference over weight. The diagram shows the pمؤشر شكل الجسمz-WC-weight-diagram.pngrogression of risk groups as a function of weight and waist circumference using the example of a 35-year-old man.

ربطت الدراسات حول مؤشر شكل الجسم بإجمالي الوفيات ومخاطر القلب والأوعية الدموية ، مما يشير إلى أنه مفيد في تقييم مخاطر التمثيل الغذائي للقلب.
إذا كان مؤشر كتلة الجسم أعلى من 0.083 ، يفترض وجود مخاطر متزايدة ؛ حينها يُقال إن القيمة 0.091 تمثل مضاعفة الخطر النسبي. يتم تصنيف مؤشر شكل الجسم إلى فئات مخاطر عن طريق قيمة مؤشر شكل الجسم-z (قيمة z) المشتقة من مؤشر شكل الجسم. يتم حساب مؤشر شكل الجسم-z من انحراف مؤشر شكل الجسم عن متوسط مؤشر شكل الجسم بالنسبة للانحراف المعياري. إن وسائل مؤشر شكل الجسم والانحرافات المعيارية تعتمد على العمر والجنس محددة ومجدولة تجريبياً. يتم الحساب وفقًا للصيغة التالية
{\displaystyle ABSIz={{ABSI-ABSI_{mean}(age,sex)} \over {ABSI_{std}(age,sex)}}}
with the indices mean: average and std: standard deviation.
The مؤشر شكل الجسم-z allows classification into the following risk groups for health risk.
| مؤشر شكل الجسم-z قيمة     | المخاطر         |
| ------------------------- | --------------- |
| Less than -0.868          | منخفض جدا       |
| Between -0.868 and -0.272 | منخفض           |
| Between -0.272 and +0.229 | المتوسط الطبيعي |
| Between +0.229 and +0.798 | مرتفع           |
| Greater than +0.798       | مرتفع جدا       |

لفهم مؤشر شكل الجسم ، من المهم معرفة العلاقة بين محيط الخصر والوزن. لا يؤدي انخفاض الوزن وحده بالضرورة إلى فئة مخاطر أفضل. يستخدم مؤشر شكل الجسم محيط الخصر ليأخذ في الاعتبار توزيع الدهون ، وخاصة نسبة الدهون في منطقة البطن. بمعنى آخر ، يؤدي انخفاض الوزن ومحيط الخصر الثابت إلى تفاقم تصنيف المخاطر ، بينما تؤدي زيادة الوزن مع نفس محيط الخصر إلى حدوث تحسن. وبالتالي ، فإن المزيد من العضلات ذات محيط الخصر الصغير تؤدي إلى تصنيف أفضل للمخاطر. هذا فرق كبير لمؤشر كتلة الجسم. يوضح الرسم البياني التالي تطور المجموعات المعرضة للخطر كدالة للوزن ومحيط الخصر باستخدام مثال رجل يبلغ من العمر 35 عامًا.

## روابط خارجية
- موقع لحساب مؤشر شكل الجسم